# Baleària
Baleària è il nome commerciale della compagnia di navigazione Baleària Eurolíneas Marítimas SA.

## Flotta
| Nave                  | Anno di costruzione | Stazza | Lunghezza (m) | Larghezza (m) | Capacità Passeggeri | Capacità veicoli | Velocità | Note                            |
| --------------------- | ------------------- | ------ | ------------- | ------------- | ------------------- | ---------------- | -------- | ------------------------------- |
| Rosalind Franklin     | 1989                | 25.015 | 151,20        | 26            | 2056                | 367              | 21       |                                 |
| Margarita Salas       | 2024                | 12.769 | 123           | 28            | 1200                | 450              | 35       |                                 |
| Eleanor Roosevelt     | 2021                | 12.262 | 124           | 28            | 1200                | 450              | 35       |                                 |
| Rusadir               | 2022                | 43.130 | 187           | 31            | 1600                | 550              | 22       |                                 |
| Abel Matutes          | 2010                | 29.670 | 190           | 26            | 900                 | 247              | 23       |                                 |
| Avemar Dos            | 1997                | 5.517  | 82,3          | 23            | 855                 | 150              | 34       |                                 |
| Bahama Mama           | 2009                | 20.238 | 154,5         | 24            | 1000                | 126              | 23       |                                 |
| Cecilia Payne         | 1999                | 5.989  | 86            | 24            | 800                 | 200              | 38       |                                 |
| Dénia Ciutat Creativa | 1992                | 5.989  | 150           | 23            | 399                 | 430              | 19       |                                 |
| Hedy Lamarr           | 2010                | 26.375 | 186           | 25            | 600                 | 195              | 24       |                                 |
| Marie Curie           | 2019                | 26.375 | 186           | 25            | 880                 | 608              | 25       |                                 |
| Hypatia De Alejandria | 2019                | 26.500 | 186           | 25            | 880                 | 608              | 25       |                                 |
| Jaume I               | 1994                | 3.889  | 78            | 26            | 623                 | 130              | 32       | In noleggio a DFDS              |
| Juame II              | 1996                | 1996   | 81            | 26            | 624                 | 140              | 32       |                                 |
| Jaume III             | 1996                | 1996   | 81            | 26            | 651                 | 140              | 32       |                                 |
| Martin i Soler        | 2009                | 24.760 | 165           | 35            | 1200                | 105              | 23       |                                 |
| Nixe                  | 2004                | 2.292  | 63            | 16            | 546                 | 100              | 32       |                                 |
| Napoles               | 2002                | 24.409 | 186           | 25,6          | 950                 | 75               | 23       |                                 |
| Sicilia               | 2002                | 24.409 | 186           | 25,6          | 950                 | 75               | 23       |                                 |
| Kerry                 | 2001                | 24.409 | 186           | 25,6          | 950                 | 75               | 23       | Noleggiata da Stena Line        |
| Ciudad de Mahón       | 2007                | 19.976 | 154           | 24            | 972                 | 400              | 23       | Noleggiata da Grimaldi Trasmed  |
| Visborg               | 2003                | 29.746 | 198           | 26            | 1500                | 500              | 28       | Noleggiata da Rederi AB Gotland |
| Pasio per Formentera  | 2009                | 6.146  | 100           | 17            | 800                 | 105              | 22       |                                 |
| Ramon Llull           | 2003                | 2.616  | 83            | 12            | 477                 | 90               | 32       |                                 |
| Poeta López Anglada   | 1984                | 15.229 | 133           | 22,5          | 1257                | 243              | 18       |                                 |
| Regina Baltica        | 1980                | 18.345 | 145           | 25            | 1675                | 350              | 19       |                                 |
| Eco Aqua              | 2017                | 284    | 28            | 9             | 350                 | 0                | 27       |                                 |
| Eco Lux               | 2018                | 284    | 28            | 9             | 350                 | 0                | 27       |                                 |
| Eco Aire              | 2018                | 284    | 28            | 9             | 350                 | 0                | 27       |                                 |
| Eco Terra             | 2018                | 284    | 28            | 9             | 350                 | 0                | 27       |                                 |

## Rotte
Isole Baleari
- Barcellona - Ibiza
- Barcellona - Maiorca
- Barcellona - Minorca
- Barcellona - Formentera
- Dénia - Maiorca
- Dénia - Ibiza
- Dénia - Formentera
- Maiorca - Formentera
- Valencia - Formentera
- Minorca - Maiorca

Stretto di Gibilterra
- Algeciras - Ceuta
- Algeciras - Tangeri Med
- Almería - Melilla
- Almería - Nador
- Malaga - Melilla

Isole Canarie
- Huelva - Gran Canaria
- Huelva - Tenerife

Algeria
- Valencia - Mostaganem

Caraibi
- Fort Lauderdale - Freeport